# العطيان (حوطة بني تميم)
العطيان، هي قرية من فئة (أ) تقع في محافظة حوطة بني تميم، والتابعة لمنطقة الرياض في السعودية. وتبعد العطيان عن محافظة حوطة بني تميم بمسافة تقارب () كم.